# 오갑초등학교
오갑초등학교는 대한민국 충청북도 음성군에 있는 초등학교이다.

## 학교 연혁
- 1946. 09. 01 감곡국민학교 오궁 분교
- 1955. 06. 05 오갑국민학교 개교
- 1959. 03. 15 제1회 졸업식 거행
- 1993. 10. 15 체육 우수교 표창(충북 교육감)
- 1994. 11. 10 환경 보호 우수학교 표창(충북 도지사)
- 1995. 10. 20 음성교육청 지정 독서 시험 학교 발표회
- 1996. 03. 01 오갑초등학교 개칭
- 1999. 03. 01 음성교육청 지정 평생교육 중심 학교
- 2004. 03. 01 음성교육청 지정 효사랑 선도학교
- 2009. 03. 01 충청북도교육청 교원능력개발평가 선도시범학교 지정
- 2014. 09. 01 제23대 이용성 교장 부임
- 2015. 02. 12 제 57회 졸업(5명, 3,019명)